# Operculicarya multijuga
Operculicarya multijuga är en sumakväxtart som beskrevs av Randrian. & Lowry. Operculicarya multijuga ingår i släktet Operculicarya och familjen sumakväxter. Inga underarter finns listade i Catalogue of Life.